# Božidar Radošević
Božidar Radošević (Split, Jugoszlávia, 1989. április 4. –) horvát labdarúgó, kapus. Egyszeres bosznia-hercegovinai és egyszeres montenegrói bajnok. Többszörös horvát utánpótlás válogatott.

## Pályafutása

### Debreceni VSC
26 évesen, 2015. június 24-én a magyar élvonalba igazolt, a hétszeres magyar bajnok és az Európa liga selejtezőjében érdekelt Debreceni VSC csapatához.

## Sikerei, díjai
- FK Željezničar Sarajevo:
  - Bosznia-hercegovinai bajnok: 2009–2010
- FK Budućnost Podgorica:
  - Montenegrói bajnok: 2011–2012

## Statisztika

### Klub teljesítmény
| Klub                    | Szezon           | Horvát bajnokság               | Horvát bajnokság               | –     | –     | Horvát kupa               | Horvát kupa               | Horvát szuperkupa               | Horvát szuperkupa               | Bajnokok Ligája | Bajnokok Ligája | Európa-liga | Európa-liga | Összesen | Összesen |
| Klub                    | Szezon           | Mérk                           | Gól                            | Mérk  | Gól   | Mérk                      | Gól                       | Mérk                            | Gól                             | Mérk            | Gól             | Mérk        | Gól         | Mérk     | Gól      |
| ----------------------- | ---------------- | ------------------------------ | ------------------------------ | ----- | ----- | ------------------------- | ------------------------- | ------------------------------- | ------------------------------- | --------------- | --------------- | ----------- | ----------- | -------- | -------- |
| NK Hrvace               | 2007–2008        | 015                            | 0                              | —     | —     | —                         | —                         | —                               | —                               | —               | —               | —           | —           | 015      | 0        |
| NK Hrvace               | Összesen         | 015                            | 0                              | —     | —     | —                         | —                         | —                               | —                               | —               | —               | —           | —           | 015      | 0        |
| NK Mosor                | 2008–2009        | 014                            | 0                              | —     | —     | —                         | —                         | —                               | —                               | —               | —               | —           | —           | 014      | 0        |
| NK Mosor                | Összesen         | 014                            | 0                              | —     | —     | —                         | —                         | —                               | —                               | —               | —               | —           | —           | 014      | 0        |
| NK Imotski              | 2009             | 013                            | 0                              | —     | —     | —                         | —                         | —                               | —                               | —               | —               | —           | —           | 013      | 0        |
| NK Imotski              | Összesen         | 013                            | 0                              | —     | —     | —                         | —                         | —                               | —                               | —               | —               | —           | —           | 013      | 0        |
| Klub                    | Szezon           | Bosznia-hercegovinai bajnokság | Bosznia-hercegovinai bajnokság | –     | –     | Bosznia-hercegovinai kupa | Bosznia-hercegovinai kupa | Bosznia-hercegovinai szuperkupa | Bosznia-hercegovinai szuperkupa | Bajnokok Ligája | Bajnokok Ligája | Európa-liga | Európa-liga | Összesen | Összesen |
| Klub                    | Szezon           | Mérk                           | Gól                            | Mérk  | Gól   | Mérk                      | Gól                       | Mérk                            | Gól                             | Mérk            | Gól             | Mérk        | Gól         | Mérk     | Gól      |
| FK Željezničar Sarajevo | 2010             | 01                             | 0                              | —     | —     | —                         | —                         | —                               | —                               | —               | —               | —           | —           | 01       | 0        |
| FK Željezničar Sarajevo | Összesen         | 01                             | 0                              | —     | —     | —                         | —                         | —                               | —                               | —               | —               | —           | —           | 01       | 0        |
| Klub                    | Szezon           | Horvát bajnokság               | Horvát bajnokság               | –     | –     | Horvát kupa               | Horvát kupa               | Horvát szuperkupa               | Horvát szuperkupa               | Bajnokok Ligája | Bajnokok Ligája | Európa-liga | Európa-liga | Összesen | Összesen |
| Klub                    | Szezon           | Mérk                           | Gól                            | Mérk  | Gól   | Mérk                      | Gól                       | Mérk                            | Gól                             | Mérk            | Gól             | Mérk        | Gól         | Mérk     | Gól      |
| HNK Hajduk Split        | 2010–2011        | 09                             | 0                              | —     | —     | 02                        | 0                         | —                               | —                               | —               | —               | 03          | 0           | 017      | 0        |
| HNK Hajduk Split        | Összesen         | 09                             | 0                              | —     | —     | 02                        | 0                         | —                               | —                               | —               | —               | 03          | 0           | 017      | 0        |
| Klub                    | Szezon           | Montenegrói bajnokság          | Montenegrói bajnokság          | –     | –     | Montenegrói kupa          | Montenegrói kupa          | Montenegrói szuperkupa          | Montenegrói szuperkupa          | Bajnokok Ligája | Bajnokok Ligája | Európa-liga | Európa-liga | Összesen | Összesen |
| Klub                    | Szezon           | Mérk                           | Gól                            | Mérk  | Gól   | Mérk                      | Gól                       | Mérk                            | Gól                             | Mérk            | Gól             | Mérk        | Gól         | Mérk     | Gól      |
| FK Budućnost Podgorica  | 2011             | 04                             | 0                              | —     | —     | —                         | —                         | —                               | —                               | —               | —               | —           | —           | 04       | 0        |
| FK Budućnost Podgorica  | Összesen         | 04                             | 0                              | —     | —     | —                         | —                         | —                               | —                               | —               | —               | —           | —           | 04       | 0        |
| Klub                    | Szezon           | Horvát bajnokság               | Horvát bajnokság               | –     | –     | Horvát kupa               | Horvát kupa               | Horvát szuperkupa               | Horvát szuperkupa               | Bajnokok Ligája | Bajnokok Ligája | Európa-liga | Európa-liga | Összesen | Összesen |
| Klub                    | Szezon           | Mérk                           | Gól                            | Mérk  | Gól   | Mérk                      | Gól                       | Mérk                            | Gól                             | Mérk            | Gól             | Mérk        | Gól         | Mérk     | Gól      |
| NK Solin                | 2012             | 014                            | 0                              | —     | —     | —                         | —                         | —                               | —                               | —               | —               | —           | —           | 014      | 0        |
| NK Solin                | Összesen         | 014                            | 0                              | —     | —     | —                         | —                         | —                               | —                               | —               | —               | —           | —           | 014      | 0        |
| NK Istra 1961           | 2012–2013        | 03                             | 0                              | —     | —     | 01                        | 0                         | —                               | —                               | —               | —               | —           | —           | 04       | 0        |
| NK Istra 1961           | Összesen         | 03                             | 0                              | —     | —     | 01                        | 0                         | —                               | —                               | —               | —               | —           | —           | 04       | 0        |
| HNK Šibenik             | 2013             | 011                            | 0                              | —     | —     | —                         | —                         | —                               | —                               | —               | —               | —           | —           | 011      | 0        |
| HNK Šibenik             | Összesen         | 011                            | 0                              | —     | —     | —                         | —                         | —                               | —                               | —               | —               | —           | —           | 011      | 0        |
| NK Inter-Zaprešić       | 2013–2014        | 032                            | 0                              | —     | —     | 04                        | 0                         | —                               | —                               | —               | —               | —           | —           | 036      | 0        |
| NK Inter-Zaprešić       | Összesen         | 032                            | 0                              | —     | —     | 04                        | 0                         | —                               | —                               | —               | —               | —           | —           | 036      | 0        |
| Klub                    | Szezon           | Szlovén bajnokság              | Szlovén bajnokság              | –     | –     | Szlovén kupa              | Szlovén kupa              | Szlovén szuperkupa              | Szlovén szuperkupa              | Bajnokok Ligája | Bajnokok Ligája | Európa-liga | Európa-liga | Összesen | Összesen |
| Klub                    | Szezon           | Mérk                           | Gól                            | Mérk  | Gól   | Mérk                      | Gól                       | Mérk                            | Gól                             | Mérk            | Gól             | Mérk        | Gól         | Mérk     | Gól      |
| FC Koper                | 2014             | 010                            | 0                              | —     | —     | —                         | —                         | —                               | —                               | —               | —               | 04          | 0           | 014      | 0        |
| FC Koper                | Összesen         | 010                            | 0                              | —     | —     | —                         | —                         | —                               | —                               | —               | —               | 04          | 0           | 014      | 0        |
| Klub                    | Szezon           | NB I                           | NB I                           | NB II | NB II | Magyar kupa               | Magyar kupa               | Szuperkupa                      | Szuperkupa                      | Bajnokok Ligája | Bajnokok Ligája | Európa-liga | Európa-liga | Összesen | Összesen |
| Klub                    | Szezon           | Mérk                           | Gól                            | Mérk  | Gól   | Mérk                      | Gól                       | Mérk                            | Gól                             | Mérk            | Gól             | Mérk        | Gól         | Mérk     | Gól      |
| Balmazújvárosi FC       | 2015             | —                              | —                              | 015   | 0     | —                         | —                         | —                               | —                               | —               | —               | —           | —           | 015      | 0        |
| Balmazújvárosi FC       | Összesen         | —                              | —                              | 015   | 0     | —                         | —                         | —                               | —                               | —               | —               | —           | —           | 015      | 0        |
| Debreceni VSC           | 2015–2016        | 023                            | 0                              | —     | —     | 03                        | 0                         | —                               | —                               | —               | —               | —           | —           | 026      | 0        |
| Debreceni VSC           | 2016 ősz         | 0                              | 0                              | —     | —     | —                         | —                         | —                               | —                               | —               | —               | 04          | 0           | 04       | 0        |
| Debreceni VSC           | Összesen         | 023                            | 0                              | —     | —     | 03                        | 0                         | —                               | —                               | —               | —               | 04          | 0           | 030      | 0        |
| Karrier összesen        | Karrier összesen | 149                            | 0                              | 015   | 0     | 010                       | 0                         | —                               | —                               | —               | —               | 011         | 0           | 185      | 0        |

Utolsó elszámolt mérkőzés: 2016. július 21.